# Erik Hoeksema

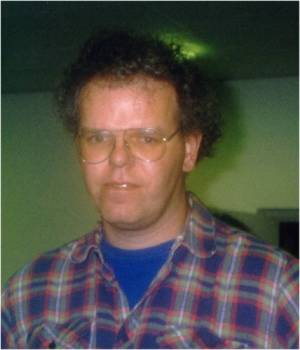
Erik Hoeksema

Erik Hoeksema (Hendrik Pieter Hoeksema, Baflo, 12 juli 1962) is een Nederlandse schaker en voormalig dammer en lid van The Internet Chess Club.
Hij is een FIDE Internationaal Meester. In 1991,  1992 en 1993 speelde hij mee in de finales van het Nederlands kampioenschap schaken. In 2002 won hij in de A-groep het Open kampioenschap van Groningen. In 1997 speelde hij in een kandidatenmatch tegen de Rus Nenasjev voor het wereldkampioenschap schaken.
Naast schaker is Hoeksema ook een verdienstelijk dammer. Hij was bevriend met Jannes van der Wal, van wie hij met dammen verloor maar met schaken won.
- In 1988 speelde hij mee in het Open Nederlands Kampioenschap Schaken te Dieren en eindigde daar als nummer 57. Erik van den Doel werd kampioen en er waren 97 deelnemers.
- In 1992 werd te Tilburg het Interpolis-knock-outtoernooi verspeeld: Erik werd daar door Beliavsky  uitgeschakeld.
- In 1994, 2000, 2001 en 2003 won hij het Open Drents rapid-toernooi.[1]
- In 2002 veroverde Hoeksema in Rheden het nationale kampioenschap in de denksporttriatlon.
- In 2004 vond het Essent Schaaktoernooi plaats dat gewonnen werd door Mikhail Gurevich er waren 79 deelnemers.
- Op 20 november 2004 werd in Leeuwarden het 22e Waling Dijkstra Rapidschaak toernooi verspeeld dat drie winnaars met 6 punten opleverde: Erik Hoeksema, Harmen Jonkman en de Belg Aleksander Alienkin.
- Op 2 april 2005 verbeterde Hoeksema het wereldrecord denksportsimultaan. Hij werkte in Groningen 92 schaak- en dampartijen af en won 80 procent van die partijen. Het uit 1996 stammende oude record was in handen van Jannes van der Wal, die 85 partijen speelde. Overigens is het record van Hoeksema niet erkend door de FMJD[2].
- Van 25 juli t/m 4 augustus 2005 speelde Erik Hoeksema mee in het toernooi om het Open Kampioenschap van Nederland dat in Dieren verspeeld werd. Hij eindigde daar met 6 punten uit negen ronden op een gedeelde achtste plaats. Maksim Toerov werd eerste met 7.5 punt.
- In 2011 werd Erik voor de zestiende keer kampioen van de NOSBO.
- In 2013 won Hoeksema het Atlantis schaaktoernooi in Groningen.

## Bron
1. ↑  Open Drents Rapidtoernooi, www.schaakclubassen.nl. Gearchiveerd op 31 mei 2023.
2. ↑  http://www.fmjd.org/records.html wereldrecords